# Dhani Lennevald
John Dhani Lennevald est né le 24 juillet 1984 à Stockholm (Suède). Il est chanteur de Pop et de R&B. C'est également un ancien membre du groupe A*Teens.

## Le phénomène A*Teens
Fin 1998, Dhani signe un contrat avec Stockholm Records, une filiale d'Universal Music, avec ses partenaires Sara, Marie et Amit, formant ainsi les A*Teens. En 1999 sort leur premier single, une reprise du groupe légendaire ABBA : Mamma Mia. Ce single sera numéro 1 des charts en Suède pendant 8 semaines consécutives.
Toujours en 1999, le premier album des A*Teens, The ABBA Generation remporte un grand succès et se vend à 6 millions d'exemplaires à travers le monde. Ils deviennent ainsi l'un des groupes suédois les plus connus à travers le monde.
Leur deuxième album, Teen Spirit, sorti en 2001, ne fait plus honneur à ABBA. Les chansons sont exclusivement des chansons originales par le groupe. L'album débuta en deuxième position des charts suédois. En Europe, l'album a débuté en treizième position tandis qu'aux États-Unis, l'album a débuté en cinquantième position des ventes. En deux semaines, le disque se vendra à 60 000 exemplaires, succès beaucoup moins concret que leur album précédent. Ils partiront en tournée de promotion avec Aaron Carter. Vers la fin de 2001, les ventes de l'album sont évaluées à 1 million d'exemplaires.
Leur troisième album, Pop 'Til You Drop! sort courant 2002. En mai sort la chanson Can't Help Falling In Love, reprise d'Elvis Presley. Le titre sera retenu comme bande originale du film Lilo et Stitch. L'album ne rencontrera pas beaucoup de succès à travers le monde.
Les A*Teens se séparent en 2004. Ils sortiront un album Greatest Hits de leurs plus grands succès en carrière, ainsi qu'une tournée d'adieux.

## Carrière solo
Après la séparation des A*Teens en 2004, Dhani décida de retourner en studio pour écrire et enregistrer de nouvelles chansons. Girl Talk marque le début de la carrière solo de Dhani. Sa compagnie de disque admet rapidement qu'il n'y a pas vraiment eu beaucoup de spéculation à propos de la carrière solo de Dhani. Au contraire, la plupart des interrogations ont tourné autour des carrières solo des filles du groupe, Sara, Marie.
Une semaine et demie après la fin de la tournée d'adieux du groupe, Dhani prit contact avec sa maison de disques, avec cinq nouvelles chansons. La capacité de Dhani de créer des chansons d'une telle qualité en un temps si court a impressionné l'ensemble des personnes concernées.

### Girl Talk
Assisté du producteur Peter Björklund, Dhani a créé un nouveau son, dans lequel sa voix est mise en avant. Le premier titre à sortir sera Girl Talk, une sorte de tragi-comédie sur l'incapacité des hommes à vraiment comprendre ce que leurs compagnes essaient de leur dire.
Le clip de Girl Talk, réalisé par Mikeadelica, a été tourné durant une journée ensoleillée du mois d'août, à Stockholm. Deux des plus grands artistes de rap danois, Nik & Jay, ont également participé à la chanson et au clip.
Girl Talk sort à la radio le 12 août 2004, avec une importante diffusion sur les grandes stations radio en Suède. Le single sort le 15 septembre 2004, et se retrouve rapidement 20e dans les charts suédois. Le single recevra un disque d'or quelques semaines plus tard.

### Let's Do It Again
Après la sortie de son premier single, Dhani travaille comme mannequin, et apparaît dans plusieurs magazines de mode. Il participe également à plusieurs émissions de télévision sur la mode en Suède.

## Discographie
- 2004 : Girl Talk (single)